# 서양갈까마귀

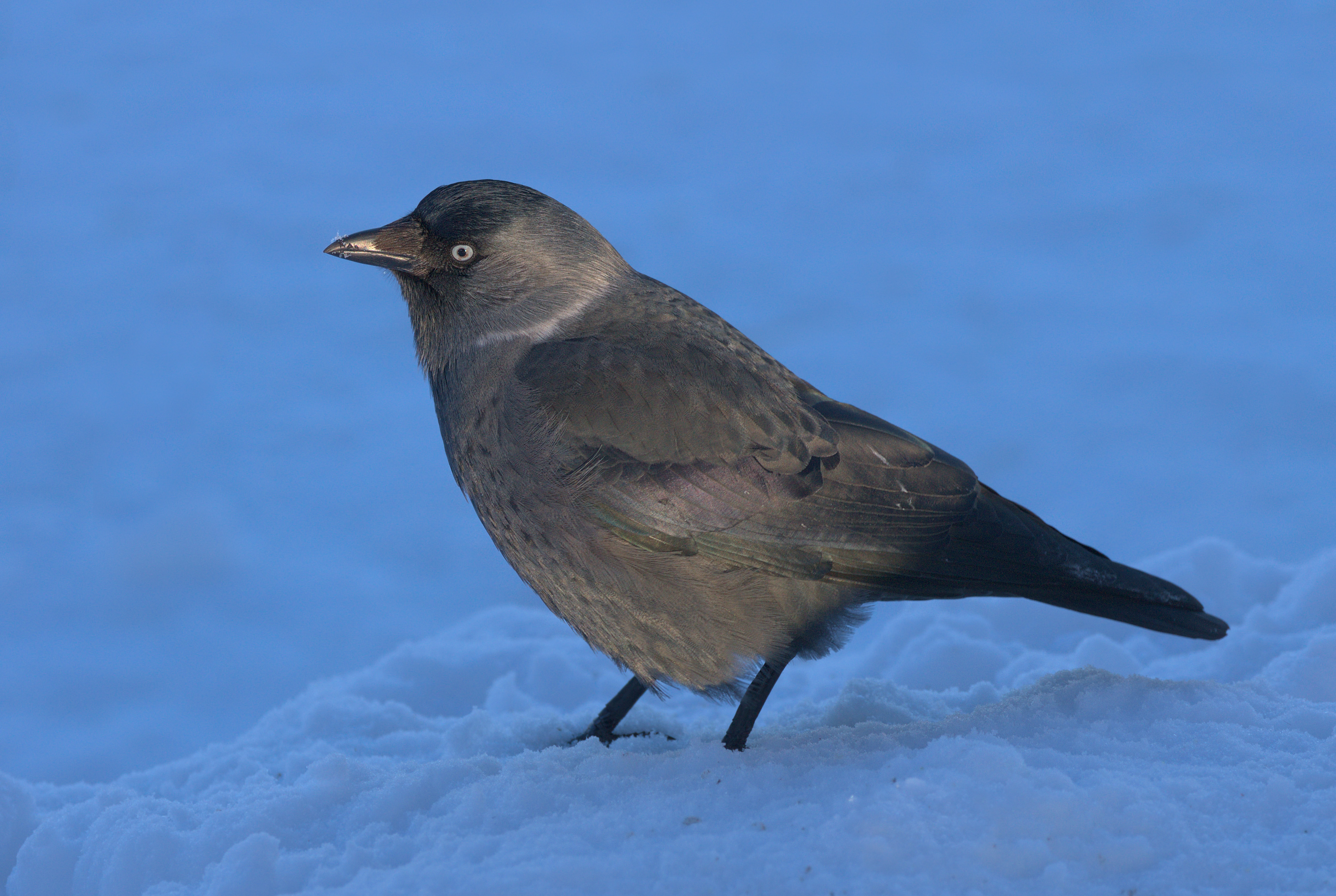
서양갈까마귀

서양갈까마귀(western jackdaw, Corvus monedula)는 까마귀과 참새목에 속하는 새이다. 유럽, 아시아 서부, 북아프리카에서 볼 수 있으며 대부분 철새가 아니지만 북동쪽 개체들은 겨울에 남쪽으로 이주한다.
길이는 34~39 센티미터 (13~15 인치)이며 목덜미가 회색이고 홍채는 옅은 회색이다.

## 같이 보기
- 갈까마귀

## 참고 문헌
- Birding World. Harrop, Andrew (2000). "Identification of Jackdaw forms in northwestern Europe." v 13. n 7. pp 290–295.